# Karwowo (Mazovie)
Pour les articles homonymes, voir Karwowo.
Karwowo [karˈvɔvɔ] est un village polonais de la gmina de Sochaczew dans le powiat de Sochaczew et dans la voïvodie de Mazovie.
Il est situé approximativement à 1 kilomètre au nord de Sochaczew et à 52 kilomètres à l'ouest de Varsovie.